# Ждярський потік (притока Чорного Вагу)
Ждярський потік (словац. Ždiarsky potok) — річка в Словаччині; ліва притока Чєрного Вагу, протікає в окрузі Попрад.
Довжина — 11.5 км.
Витікає в масиві Низькі Татри на схилі гори Велька Вапеніца на висоті 1500 метрів. 
Впадає у Чєрний Ваг на висоті 905 метрів біля села Липтовська Тепличка. 